# Phasia
Phasia – rodzaj muchówek z rodziny rączycowatych (Tachinidae).

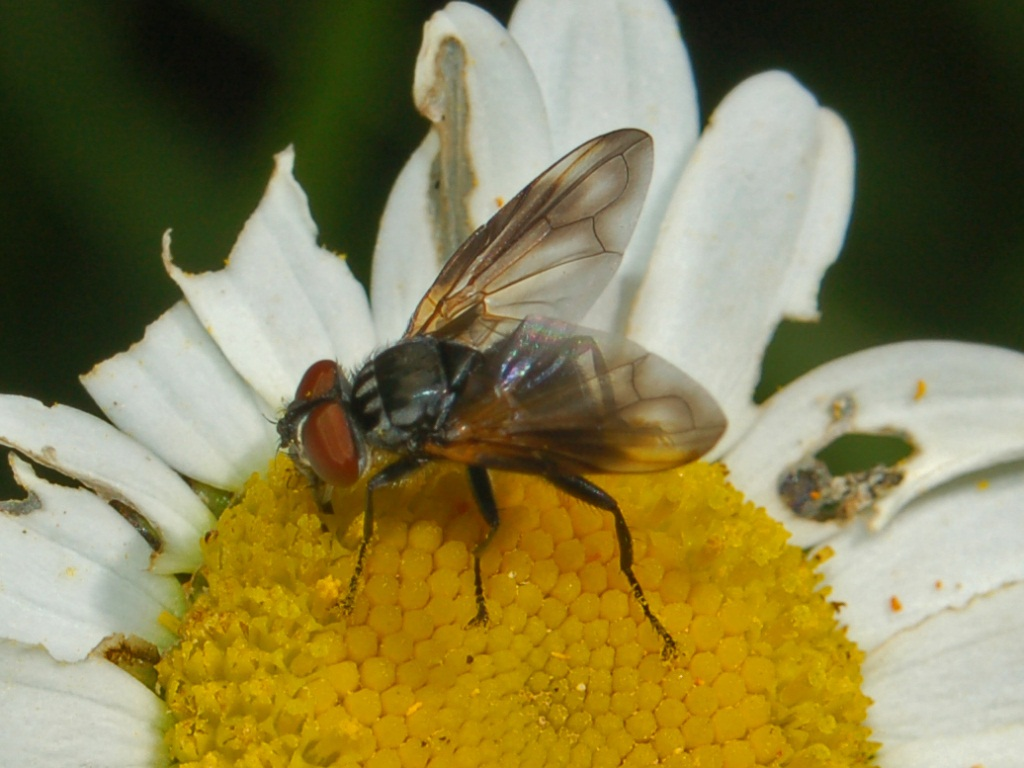
Phasia obesa

## Wybrane gatunki
- P. aeneoventris (Williston, 1886)[1][3]
- P. africana Sun, 2003[3]
- P. albipennis (Brooks, 1945)[1][3]
- P. albopunctata (Baranov, 1935)[2][3]
- P. aldrichii (Townsend, 1891)[1][3]
- P. argentifrons Walker, 1894[3]
- P. aurigera (Egger, 1860)[2][4][3]
- P. aurulans Meigen, 1824[4][1][3]
- P. australiensis Sun, 2003[3]
- P. barbifrons (Girschner, 1887)[2][4][3]
- P. bifurca Sun, 2003[2][3]
- P. brachyptera Sun, 2003[3]
- P. campbelli (Miller, 1923)[3]
- P. cana Sun, 2003[3]
- P. caudata (Villeneuve, 1932)[2]
- P. chilensis (Macquart, 1851)[1][3]
- P. clavigralla Sun, 2003[3]
- P. cylindrata Sun, 2003[3]
- P. distincta Sun, 2003[3]
- P. diversa (Coquillett, 1897)[1][3]
- P. emdeni (Draber-Monko, 1970)[4][3]
- P. faceta Sun, 2003[3]
- P. fenestrata (Bigot, 1889)[1][3]
- P. frontata Sun, 2003[3]
- P. furcata Sun, 2003[3]
- P. girschneri (Draber-Monko, 1965)[4][3]
- P. godfreyi (Draber-Monko, 1964)[3]
- P. grandis (Coquillett, 1897)[1][3]
- P. grazynae (Draber-Monko, 1965)[3]
- P. hemiptera (Fabricius, 1794)[2][4][3]
- P. hippobosca (Paramonov, 1958)[3]
- P. indica (Mesnil, 1953)[3]
- P. japanensis Sun, 2003[3]
- P. jeanneli (Mesnil, 1953)[3]
- P. karczewskii (Draber-Monko, 1965)[4]
- P. kudoi Sun, 2003[3]
- P. latifrons (Paramonov, 1958)[3]
- P. lauta Sun, 2003[3]
- P. lepidofera (Malloch, 1929)[3]
- P. malaisei Sun, 2003[3]
- P. malayana Sun, 2003[3]
- P. mathisi Sun, 2003[3]
- P. mesnili (Draber-Monko, 1965)[2][4][3]
- P. minima Sun, 2003[3]
- P. multisetosa (Villeneuve, 1923)[3]
- P. nasalis (Bezzi, 1908)[3]
- P. nasuta (Loew, 1852)[3]
- P. nigrens (Wulp, 1892)[1][3]
- P. nigrofimbriata (Villeneuve, 1935)[3]
- P. nigromaculata Sun, 2003[3]
- P. normalis (Curran, 1927)[3]
- P. noskiewiczi (Draber-Monko, 1965)[3]
- P. obesa (Fabricius, 1798)[2][4][3]
- P. pandellei (Dupuis, 1957)[4][3]
- P. piceipes (Wulp, 1892)[3]
- P. punctigera (Townsend, 1891)[1][3]
- P. purpurascens (Townsend, 1891)[1][3]
- P. pusilla Meigen, 1824[2][4]
- P. robertsonii (Townsend, 1891)[1][3]
- P. robusta (Brooks, 1945)[1][3]
- P. rohdendorfi (Draber-Monko, 1965)[2][3]
- P. rotundata Sun, 2003[3]
- P. rufiventris (Macquart, 1851)[3]
- P. sensua (Curran, 1927)[3]
- P. serrata Sun, 2003[3]
- P. siberica Sun, 2003[3]
- P. sichuanensis Sun, 2003[2][3]
- P. singuliseta Sun, 2003[3]
- P. subcoleoptrata (Linnaeus, 1767)[4][3]
- P. subnitida Sun, 2003[3]
- P. subopaca (Coquillett, 1897)[1][3]
- P. sumatrana Sun, 2003[3]
- P. takanoi (Draber-Monko, 1965)[3]
- P. tibialis (Villeneuve, 1932)[2]
- P. transvaalensis Sun, 2003[3]
- P. triangulata Sun, 2003[3]
- P. truncata Herting, 1983[4][3]
- P. varicolor (Curran, 1927)[3]
- P. venturii (Draber-Monko, 1965)[4][3]
- P. wangi Sun, 2003[2][3]
- P. woodi Sun, 2003[2][3]
- P. zimini (Draber-Monko, 1965)[3]